# Joseph Gerhard Zuccarini

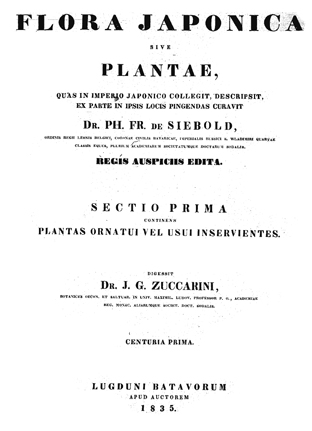
Trang tựa đề của Flora Japonica do Philipp Franz von Siebold và Joseph Gerhard Zuccarini viết

Joseph Gerhard Zuccarini (10 tháng 8 năm 1797 – 18 tháng 2 năm 1848) là một nhà thực vật học người Đức. Ông là giáo sư thực vật học tại Đại học München. Ông thường xuyên cộng tác với Philipp Franz von Siebold. Ông đã hỗ trợ Philipp trong công tác mô tả các mẫu thực vật từ Nhật Bản. Ông cũng miêu tả về các loài thực vật có nguồn gốc từ nhiều nơi, trong đó có México. Philipp và Joseph đã hợp tác viết Flora Japonica. Cuốn sách được xuất bản lần đầu vào năm 1835, nhưng mãi tới sau khi ông qua đời mới hoàn thành, vào năm 1870 bởi F. A. W. Miquel (1811–1871), giám đốc của Rijksherbarium ở Leiden.
Chi thực vật Zuccarinia (Rubiaceae) được đặt để tôn vinh ông bởi Carl Ludwig Blume vào năm 1827.

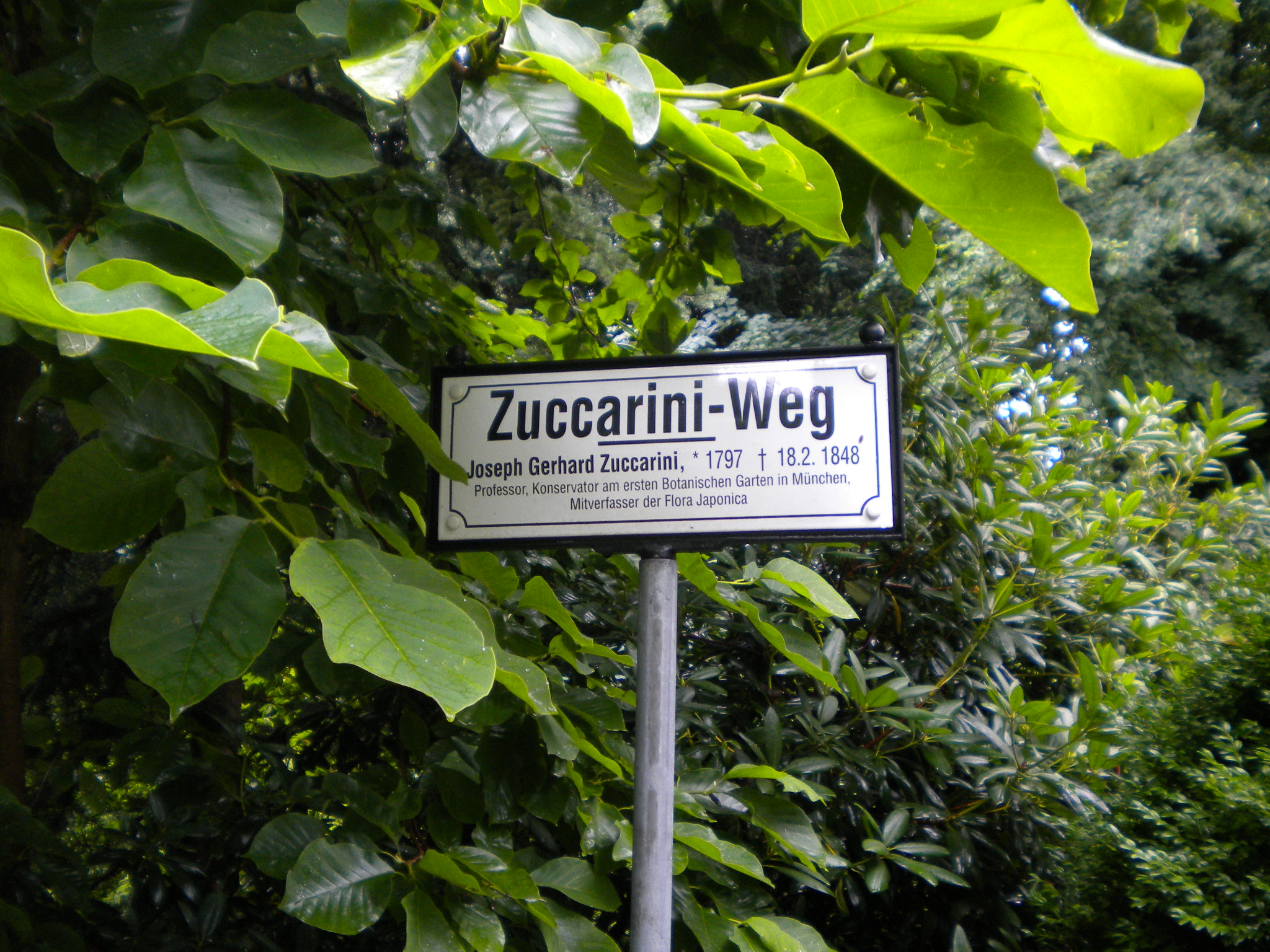
Biển tên của Joseph Gerhard Zuccarini trong vườn thực vật München

Cách viết tắt họ tên nhà thực vật học theo tiêu chuẩn là Zucc., được sử dụng để chú thích người này là tác giả khi trích dẫn danh pháp thực vật.